# Paneuropski prometni koridor V
Paneuropski prometni koridor V je jedan od Paneuropskih prometnih koridora. Vodi od Venecije u Italiji kroz Mađarsku do Kijeva u Ukrajini. Koridor ide pravcem: Venecija (Italija) – Trst (Italija) – Kopar (Slovenija) – Ljubljana (Slovenija) – Maribor (Slovenija) – Budimpešta (Mađarska) – Užgorod (Ukrajina) – Lviv (Ukrajina) – Kijev (Ukrajina). Iz Hrvatske vode dva ogranka, iz Rijeke i Ploča. Riječki se ogranak spaja s glavnim pravcem kod Bečehela, a pločanski u Budimpešti. Od Užgoroda vodi ogranak ka Bratislavi.

## Ogranci
- ogranak A Bratislava (Slovačka) – Žilina (Slovačka) – Košice (Slovačka) – Užgorod
- ogranak B Rijeka (Hrvatska) – Zagreb (Hrvatska) – Bečehel (Mađarska)
- ogranak C Ploče (Hrvatska) – Sarajevo (Bosna i Hercegovina) – Osijek (Hrvatska) – Budimpešta